# Валеран II (герцог Лімбурга)
Валеран II (нім. Walram III von Limburg, фр. Waléran III de Limbourg; бл. 1175 — 2 липня 1226) — 5-й герцог Лімбурзький в 1221—1226 роках, граф Люксембурзький в 1214—1226 роках, граф Арлона (як Валеран IV). Часто рахують як Валеран III, ведучи відлік від першого графа Лімбурга-Арлона.

## Життєпис
Походив з Лімбурзького дому. Другий син Генріха III, герцога Лімбургу, та Софії фон Саарбрюкен. Народився близько 1175 року. Рано одружився з представницею Лотаринзького дому, отримавши як посаг сеньйорію Моншау.
У 1190 році разом з батьком вирушив у Третій хрестовий похід. У Палестині вони приєдналися до армії англійського короля Річарда I. У 1192 році повернулися на батьківщину. 1194 році брав участь у битві біля Новіль-сюр-Меєнь, де його батько на чолі коаліції зазнав поразки від графа Бодуена V де Ено.
У 1196 році разом з батьком брав участь у повстанні проти імператора Генріха VI Гогенштауфена, який в цей час перебував в Італії. Після смерті Генріха VI в 1197 році брав участь у виборі німецьким королем Філіппа Гогенштауфена. У 1206 році Валеран брав участь в битві біля Вассенбергу, де супротивники Гогенштауфена — Оттон Брауншвейзький і Бруно IV фон Зайна, архієпископ Кельна, зазнали нищівної поразки. Після вбивства Філіппа I, короля Німеччини, в 1208 році разом з батьком перейшов на бік Оттона Брауншвейзького, якого було оголошено королем Німеччини.
У 1211—1212 роках Валеран в складі армії Генріха I, герцога Брабанту, брав участь у війні проти Гуго де П'єррпона, єпископа Льєжа, прихильника Гогенштауфенів. 1213 року помирає дружина Валерана.
1214 році у складі війська імператора Оттона IV брав участь у битві при Бувіні, де імператорська армія зазнала поразки. Того ж року Валеран одружився з Ермезіндою II, графинею Люксембургу. У 1214 і 1216 році спробував відвоювати Намюр (родинний спадок дружини) в Філіппа II, маркграфа Намюрського, проте марно. 1217 року між ними укладено мирний договір, що підтвердив статус-кво. Водночас у 1216—1217 роках марно намагався захопити Північний Айфель в Енгельберта I фон Берга, архієпископа Кельна.
1217 року доєднався до П'ятого хрестового походу. У 1218 році брав участь в облозі Дамієти. Невдовзі в союзі з Дітрихом V, графом Клеве, Вільгельмом III, графом Юліхом, висунув претензії від імені сина та невістки на графство Берг, внаслідок чого вступив у конфлікт з Енгельбертом I фон Берг, архієпископом Кельна. Війна виявилася невдалою. 1220 року після поразки своїх союзників Валеран уклав мирний договір з архієпископом, за яким останній отримував графство Берг, а син і невістка Валерана ставали спадкоємцями цього графства.
1221 році після смерті батька успадкував герцогство Лімбург і графство Арлон, оскільки до того помер його старший брат Генріх. Слідом за цим знову спробував відвоювати Намюр, але марно. За Другим Дінанським договором від імені дружини і себе відмовився від прав на Намюрське маркграфство.
1226 року брав участь у поході короля Генріха Гогенштауфена до Італії. Після повернення звідти Валеран III помер. У герцогстві Лімбург йому спадкував син Генріх IV, а в графстві Люксембург — дружина Ермезінда стала одноосібною правителькою.

## Родина
1 Дружина — Кунігунда, донька Фрідріха I, герцога Лотарингії
Діти:
- Софія (д/н—1226/1227), дружина Фрідріх II, граф Альтена і Ізенбергу
- Матильда (д/н—1234), дружина Вільгельма III, графа Юліх
- Генріх (1195—1247), герцог Лімбургу, граф Берга
- Валеран (д/н—1242), сеньйор Моншау

2 Дружина — Ермезінда II, графиня Люксембургу.
Діти:
- Катерина (1215—1255), дружина Матьє II, герцога Лотарингії
- Генріх (1216—1271), граф Люксембургу, граф Арлона, маркграф Намюра
- Жерар (1223—1276), граф Дарбюі